# Petzval-portréobjektív

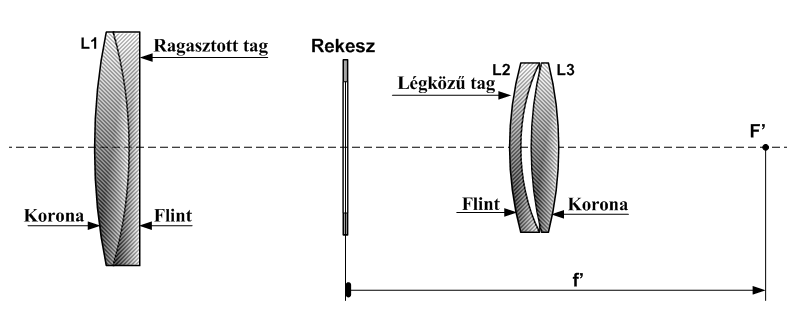
Petzval-féle portréobjektív

Petzval József 1840-ben a kéttagú, részben ragasztott portréobjektív kiszámításával magára vonta a tudományos világ figyelmét.
Első kiszámított lencserendszerének viszonylagos nyílása – az akkori időben bámulatra méltó teljesítménynek számító - 1/3,5 volt, amelyet 1841-ben a Voigtländer cég Petzval útmutatásai alapján készített el.

## Leírása

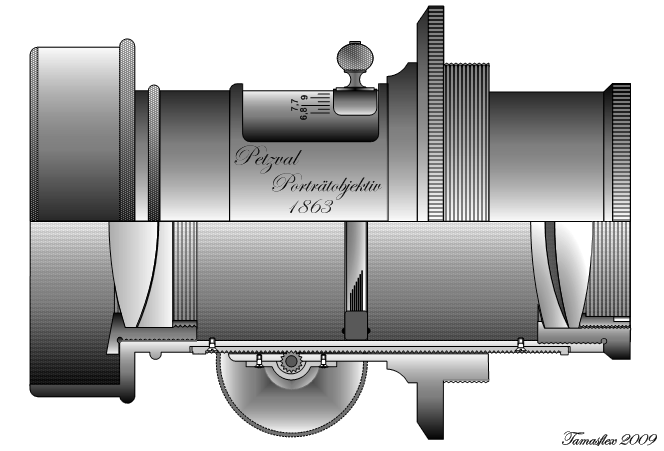
A Petzval-féle portréobjektív rajza

A Petzval-portréobjektív négy lencséből áll:
- Az első kétrészes ragasztott tagban a gyűjtőlencse korona-, a szórólencse pedig flintüvegből készül
- A hátsó légközű tagban az üveganyag sorrendje az elsővel szemben fordított: elől van a flint és utána a koronaüvegből készült tag
- A rekesz a tagok közé van építve

A Petzval-féle portréobjektívek fő jellegzetessége a nagy szerkezeti hossz, aminek következtében a hosszabb gyújtótávolságú objektívek elérhetik a több kilogrammos súlyt.
Műtermi felvételek kedvelt portréobjektívja volt.
A szférikus aberráció (gömbi eltérés) javítása céljából J. H. Dalmayer 1866-ban a hátsó tagnál a szórólencsét korona-, míg a gyűjtőlencsét flintüvegből csiszolta.
A később gyártott Petzval-portréobjektívek már így készültek.

## További változatok

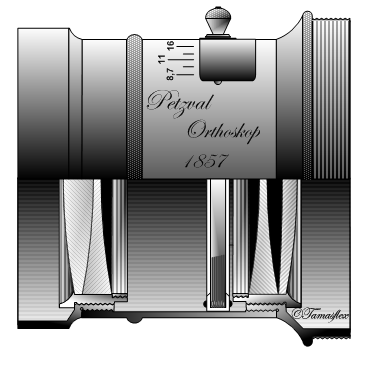
Petzval-féle Orthoskop rajza

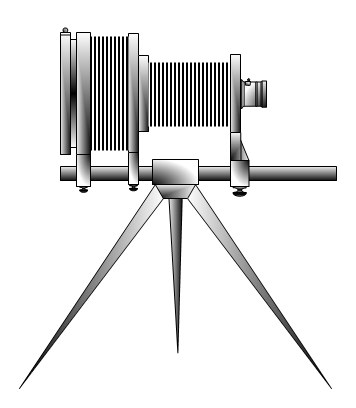
Petzval-féle kettőskihuzatú fényképezőgép

Petzvalt 1850-ben a bécsi katonai intézet megbízásából tájképfényképezéshez (térképszerkesztés, katonai felderítés stb.) használható objektív tervezésével bízták meg.
Korábbi számításait átdolgozva 1856-ban megalkotta a tájképfényképezéshez használható objektívjét, amit 1857-ben szabadalmaztatott. Dialitobjektívnek nevezte, és kahlenbergi laboratóriumában saját maga csiszolta. Később a Voigtländer cég Orthoskop név alatt gyártotta.
Az új objektív a teljes képfelületen egyenlő fényerőt, éles rajzot nyújtott az optikai középponttól a képszélekig.
Az új objektívjéhez tervezett egy hordozható, bőrharmonikás, kettőskihuzatú fényképezőgépet is, amely már alkalmas volt kinti felvételek készítésére.